# Walter Kemp
Walter Herbert Kemp (Walter H. Kemp; * 16. November 1938 in Montreal; † 9. Juni 2023 in Halifax/Nova Scotia) war ein kanadischer Musikwissenschaftler, Organist, Chorleiter und Komponist.

## Leben
Kemp hatte den ersten Musikunterricht bei Viola Benson. An der University of Toronto studierte er Komposition bei John Weinzweig, Oskar Morawetz und John Beckwith, Dirigieren bei Boyd Neel, Musikwissenschaft bei Harvey Olnick und Orgel bei Eric Rollinson. Er setzte seine Ausbildung an der Harvard University bei Nino Pirotta und A. Tillman Merritt (Musikwissenschaft) und Leon Kirchner (Komposition) sowie als Stipendiat des Canada Council an der Oxford University bei Frank L. Harrison fort. Seine Dissertation hatte das burgundische Chanson des 15. Jahrhunderts zum Thema.
Bereits während seines Studiums leitete Kemp von 1959 bis 1961 den University of Toronto Chorus und von 1962 bis 1963 den Hart House Glee Club. Ab 1965 unterrichtete er an der Waterloo Lutheran University (später Wilfrid Laurier University), von 1967 bis 1976 als Leiter des Musikdepartments; von 1965 bis 1976 dirigierte er den Universitätschor. Daneben war er von 1966 bis 1972 Dirigent des Kitchener-Waterloo Philharmonic Choir sowie von 1973 bis 1978 Archivar und von 1974 bis 1976 Präsident des Royal Canadian College of Organists.
Ab 1977 bis 2004 unterrichtete Kemp an der Dalhousie University in Halifax und übernahm zugleich die Leitung der Dalhousie Chorale. 1988 wurde er außerdem Leiter des Dalhousie Chamber Choir. Ab 1985 unterrichtete er auch am University of King’s College. Von 1977 bis 1990 war er für die Kirchenmusik der St. Paul’s Church in Halifax und gründete dort die St Paul's Singers, die er bis 1990 dirigierte. Ab 1978 leitete er zudem den Nova Scotia International Tattoo Choir. Im Jahr 1991 wurde er musikalischer Leiter der Nova Scotia Gilbert & Sullivan Society und gründete den Aquinas Choir an der King’s College Chapel.
Vorwiegend komponierte Kemp Chorwerke. Seine Five Poems of William Blake (1958) wurden 1978 von den Tudor Singers of Montreal aufgenommen. Zudem veröffentlichte er zahlreiche Arbeiten zu musikwissenschaftlichen, -theoretischen und -pädagogischen Themen.